# Dmitro Čigrinskij
Dmytro Anatolijovyč Čyhryns'kyj (ukr.: Дмитро Анатолійович Чигринський) (Izjaslav, 7. studenog 1986.) bivši je ukrajinski nogometaš. Dmitro Čigrinskij je bivši reprezentativac Ukrajine, a u utjecajnom ukrajinskom Šahtaru je bio od 2002. do rujna 2009. godine. Kao mlad je igrao za Karpate Lavov. Nakon godinu dana igranja za španjolsku Barcelonu vraća se u Šahtar. Šahtar ga je 2015. godine prodao Dnjipru.

## Vanjske poveznice
- Profil na Transfermarktu
- Profil na Soccerwayu